# Падуанська діоцезія
Падуа́нська діоце́зія (лат. Dioecesis Patavina; італ. Diocesi di Padova) — діоцезія римського обряду Католицької церкви в Італії, з центром у місті Падуя. Охоплює терени Венето. Входить до складу Венеційської церковної провінції. Суфраганна діоцезія Венеційського патріархату. Заснована 200 року. Голова — єпископ Падуанський. Центральний храм — Падуанський собор.  Площа — 3,297 км². Населення — 1,039,117 ос.; з них католики — 1,027,662 ос. (98.9%). Чинний голова — Клаудіо Чіполла, єпископ Падуанський.

## Назва
- Падуа́нська діоце́зія (лат. Dioecesis Patavina; італ. Diocesi di Padova)
- Падуа́нське єпи́скопство — за титулом ієрарха і назвою катедри.

## Історія
У III столітті була створена Падуанська діоцезія.

## Єпископи
- Клаудіо Чіполла

## Статистика
Згідно з «Annuario Pontificio» і Catholic-Hierarchy.org:
| Рік  | Населення | Населення | Населення | Священики | Священики | Священики | Священики           | Диякони | Ченці    | Ченці | Парафії |
| Рік  | католики  | загалом   | %         | загалом   | секулярні | ченці     | вірних на священика | Диякони | чоловіки | жінки | Парафії |
| ---- | --------- | --------- | --------- | --------- | --------- | --------- | ------------------- | ------- | -------- | ----- | ------- |
| 1950 | 837.015   | 839.024   | 99,8      | 1.207     | 913       | 294       | 693                 |         | 670      | 3.065 | 401     |
| 1970 | 860.000   | 860.051   | 100,0     | 1.344     | 902       | 442       | 639                 |         | 602      | 4.334 | 432     |
| 1980 | 956.000   | 965.040   | 99,1      | 1.316     | 917       | 399       | 726                 |         | 648      | 3.427 | 453     |
| 1990 | 982.777   | 986.387   | 99,6      | 1.222     | 843       | 379       | 804                 | 10      | 601      | 2.845 | 459     |
| 1999 | 1.014.030 | 1.019.578 | 99,5      | 1.190     | 834       | 356       | 852                 | 15      | 596      | 2.467 | 459     |
| 2000 | 1.008.967 | 1.018.354 | 99,1      | 1.167     | 834       | 333       | 864                 | 18      | 558      | 2.455 | 459     |
| 2001 | 1.012.128 | 1.021.648 | 99,1      | 1.123     | 819       | 304       | 901                 | 18      | 516      | 2.518 | 459     |
| 2002 | 1.027.874 | 1.036.547 | 99,2      | 1.249     | 811       | 438       | 822                 | 19      | 492      | 2.428 | 459     |
| 2003 | 1.022.451 | 1.034.223 | 98,9      | 1.124     | 805       | 319       | 909                 | 19      | 482      | 2.332 | 459     |
| 2004 | 1.027.662 | 1.039.117 | 98,9      | 1.111     | 782       | 329       | 924                 | 25      | 479      | 2.256 | 459     |
| 2013 | 1.008.112 | 1.076.954 | 93,6      | 1.018     | 724       | 294       | 990                 | 50      | 395      | 1.722 | 459     |
| 2016 | 1.029.000 | 1.075.698 | 95,7      | 958       | 685       | 273       | 1.074               | 53      | 330      | 1.713 | 459     |